# War in Middle Earth
War in Middle Earth ist ein Echtzeit-Strategiespiel für die Computersysteme Sinclair ZX Spectrum, Commodore 64, Amstrad CPC, MS-DOS, Commodore Amiga, Apple IIgs, und Atari ST. Es wurde 1988 von der australischen Firma Melbourne House entwickelt und veröffentlicht und basiert auf der Handlung des Romans Der Herr der Ringe von J. R. R. Tolkien.
Das Spiel vereint Szenarien mit großen Armeekontingenten und kleinere charakterorientierte Spielebenen. Alle Handlungen finden gleichzeitig in der Spielwelt statt, wobei der Spieler alle Orte auf einer Übersichtskarte oder lokal betrachten kann. Einzelne Spielfiguren können auch in großen Schlachten verfolgt werden, in denen sie entweder überleben oder sterben – Gandalf allein ist in der Lage einige hundert Orks zu besiegen. Kleinere Kämpfe unter 100 teilnehmenden Einheiten werden auf lokaler Ebene dargestellt, während größere Schlachten nur numerisch angezeigt werden. Auf der lokalen Ebene können die Spielfiguren Gegenstände einsammeln und mit freundlich gesinnten, computergesteuerten Nichtspielercharakteren (wie z. B. Radagast oder Tom Bombadil) sprechen.

## Pressespiegel
War in Middle Earth wurde 1989 in der amerikanischen Zeitschrift Dragon rezensiert, die sich auf Dungeons and Dragons und verwandte Spiele spezialisiert hat. Die Autoren vergaben dabei drei von fünf Sternen als Wertung. Computer Gaming World veröffentlichte eine zwiespältige Kritik, die heraushob, dass, obwohl das Spiel die Ereignisse der Romanvorlage originalgetreu wiedergebe, es an einer eigenständigen Strategie mangele und sich das Spiel bei wiederholten Durchläufen immer sehr ähnlich verhalte.